# Campionato saudita di pallavolo maschile
Il campionato saudita di pallavolo maschile è un insieme di tornei pallavolistici per squadre di club saudite, istituiti dalla Federazione pallavolistica dell'Arabia Saudita.

## Struttura
- Campionati nazionali professionistici:

Saudi Arabia Super League: a girone unico, partecipano dodici squadre.